# Petrik Lajos
Petrik Lajos (Sopron, 1851. december 5. – Budapest, 1932. június 7.) vegyész, keramikus, a Magyar Királyi Állami Felső Ipariskola tanára, majd később igazgatója.

## Életpályája
Petrik József kalaposmester és Krueg Amália második gyermekeként született. Középiskolai tanulmányait Sopronban és Pozsonyban végezte. Felsőfokú képesítését a grazi műegyetemen szerezte, majd 1874 és 1879 között ugyanott tanársegédként dolgozott  Heinrich Schwarz mellett.  Az 1878-as boszniai hadjáratban kitüntetéssel vett részt. 1880-ban a budapesti Állami Középipartanodába a kémiai technológia tanárává nevezte ki Trefort Ágoston vallás- és közoktatásügyi miniszter, 1907-től az iskola igazgatója volt. Az 1880-as években kezdett kerámiai kutatásokkal foglalkozni. Szakcikkei a Földtani Intézet kiadványaiban, a Művészi Iparban és más bel- és külföldi szaklapokban jelentek meg. A Pallas nagy lexikona és a Révai nagy lexikona 8. kötetének munkatársaként az agyag- és üvegipar körébe vágó cikkeket írta.
1891-ben került kapcsolatba a Magyar Turista Egyesülettel, amelynek gondozásában jelent meg a Turisták Lapja. Egészen 1910-ig volt a lap szerkesztője, egyleti munkájának első 10 éve volt olvasónaplók szempontjából a legaktívabb – elsősorban a Kárpát-medence magashegységeiről írt. Nem egyszer saját képeit is közölte, ami egyedinek számított a korban, hiszen az amatőr fényképészet ekkor kezdett elterjedni. Petrik ezen kívül számos más csúcsot is megmászott, többek között a Csorbai-csúcsot, a Karbunkulus-tornyot (elsőként mászta meg), a Vadorzó-hágót, a Fehér-tavi-csúcsot. Továbbá bejárta a Déli-Kárpátokat, az Alpokat és a Fogarasi-havasokat.
1932. június 7-én halt meg Budapesten. Földi maradványait a Kerepesi temetőben helyezték örök nyugalomra. Haláláról a Turisták Lapjában Jász Géza írt, aki így emlékezett rá: „Hatalmas tölgy gyanánt dőlt ki abból az őserdőből, melynek egykor fődísze volt”.

## Szakterülete

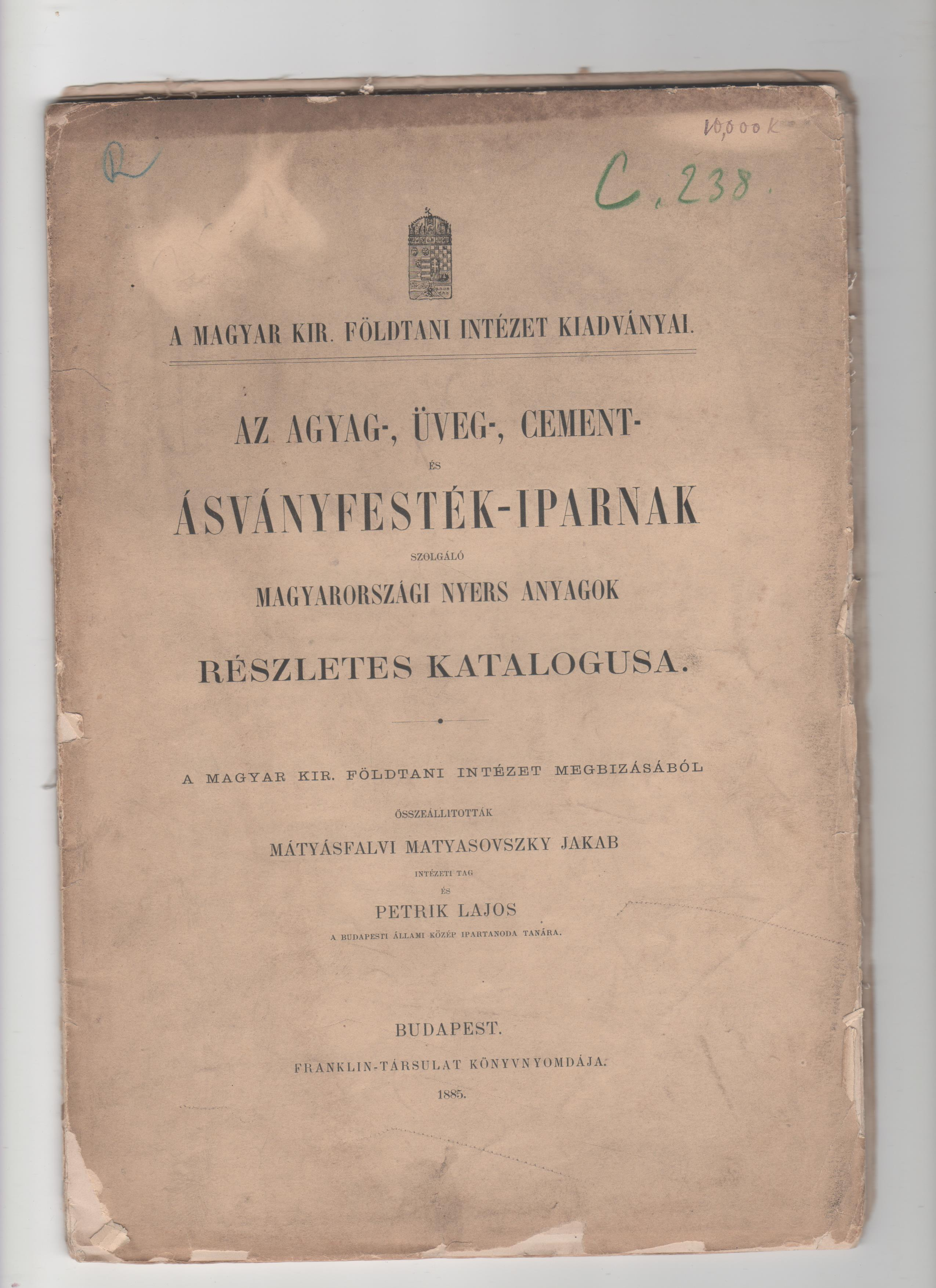
Az anyag-, üveg-, cement-, és ásványfesték iparnak szolgáló Magyarországi nyersanyagok részletes katalógusa

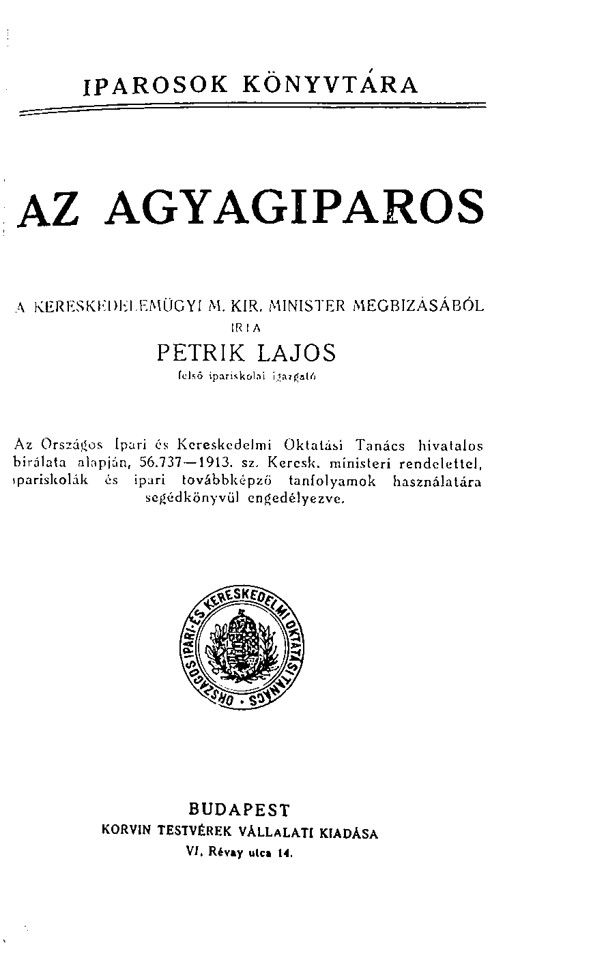
Petrik Lajos a m. kir. Kereskedelemügyi Minisztérium felkérésére jelentette meg 1913-ban Az agyagiparos című tankönyvét az Iparosok Könyvtára sorozatban

Szakmai tudásán túl, mely nem csak a kémiára mint általános jelenségre terjedt ki, fontos kutatásokat végzett a szilikátkémia terén. Ennek keretében saját maga végezte el azokat a kísérleteket, amelyeknek leírásai később megjelentek neves német folyóiratokban is. Éppen ezért számos európai keramikus fordult hozzá szakmai problémáival, valamint neki volt köszönhető az is, hogy a nemzetközi ipari rendezvényeken a magyar képviselet külön megbecsült vendég volt. Első nagyobb közleményét 1885-ben – Mattyasovszky Jakab geológussal közösen – írta meg. Ennek címe: Az anyag-, üveg-, cement-, és ásványfesték iparnak szolgáló Magyarországi nyersanyagok részletes katalógusa. Ebben összegezte a 176 különböző helyről származó kőzet- és anyagminta tulajdonságait. Emellett elsőként foglalkozott a porcelán gyártásának hazai nyersanyagaival, illetve megfejtette a lágy porcelán addig lehetetlennek tűnő rejtélyét, vagyis a kínai porcelánok lángálló festésének anyagát. Ez Európában egyedi felfedezés volt, amely után a magyar Segerként tartotta számon a szakma. A fazekas szakma veszélyességére hívta fel a figyelmet a Belügyminisztérium 34652/1889. számú rendelete, amelyben a forgalomba hozható kerámiaedények oldható ólom-oxid tartalmát 1%-os koncentrációban korlátozta. Petrik kidolgozott egy frittelt mázat, majd javasolta a Minisztériumnak egy központi mázgyár felállítását, ahol minden iparos hozzáfér ehhez a frittelt mázhoz. A kormányzat elfogadta a javaslatot és megbízta Petriket a megvalósíthatóság tanulmányozásával.

## Együttműködés a Zsolnay Manufaktúrával
Petrik 1885-ben jelentette meg nyersanyagipari katalógusát Mattyasovszky Jakabbal, aki 1881-ben vette el az akkori gyártulajdonos Zsolnay Vilmos lányát, Terézt. Mattyasovszky geológiai kutatásait apósa, Vilmos is szívesen felhasználta. 1890-1892 között Zsolnay Vilmos aktív kutatómunkát végzett Petrikkel és Wartha Vincével, melynek eredménye a ma is méltán közismert Zsolnay-féle eozintermékek impozáns mázának összetételének megalkotása. A termékek világhírüket az 1900. évi párizsi világkiállításon érdemelték ki, Zsolnay azonban még ebben az évben meghalt.

## Kitüntetései, elismerései
- Hadi díszítményű katonai érdemérem
- Szerb királyi IV. oszt. Takova-rend
- Koronás Arany Érdemkereszt (1896)
- Bosznia-Hercegovinai Emlékérem
- Királyi tanácsosi cím (1911)
- Ferenc József-rend tiszti keresztje[5] (1915)

## Kerámiákkal kapcsolatos művei
- Az agyag-, üveg-, cement- és ásványfestékiparnak szolgáló magyarországi nyersanyagok részletes katalógusa (Mattyasovszky Jakabbal, Bp., 1885)
- Hivatalos jelentés a budapesti 1885-ik Országos Általános Kiállításról (szerk: Hegedűs Károly, Edvi Illés Aladár, Kirner József, Neuschlosz Marczell, Riesz Sándor; 1886)
- A magyarországi porczellánföldekről, különös tekintettel a riolit-kaolinra (A m. kir. Földtani Intézet Kiadványai, 1887)
- A riolitos kőzetek agyagipari czélokra való alkalmazhatósága (A m. kir. Földtani Intézet Kiadványai, 1888)
- A Seger-porcellán összetétele (Művészi Ipar, 1888)
- A hollóházi (radványi) riolit-kaolin (A m. kir. Földtani Intézet Kiadványai, 1889)[6]
- Adatok a magyar anyagipar történetéhez (Művészi Ipar, 1889)
- A vaszománcokról (Technikai Lapok, 1890)
- Az erdélyi kék sgraffitos edények (Művészi Ipar, 1890)
- A keramika az 1889. évi Párisi tárlaton (Művészi Ipar, 1890)
- Cserépgyártásunk az agyagipari kiállításon (A Magyar Mérnök- és Építész-Egylet Közlönye, 1891)[7]
- Az 1891. évi agyagipari tárlat (Művészi Ipar, 1891)
- A szombatfalvi templomrom (Magyar Iparművészet, 1897)
- A batizi kőedény-gyár (Magyar Iparművészet, 1898. 6-7. szám)[8]
- A pink-colour lényeges alkotórésze (Magyar Chemiai Folyóirat, 1906)
- A zinkoxydos mázak (Magyar Iparoktatás, 1907)
- Az agyagiparos (Iparosok Könyvtára, 1913)

## Publikációi a Turisták Lapjában

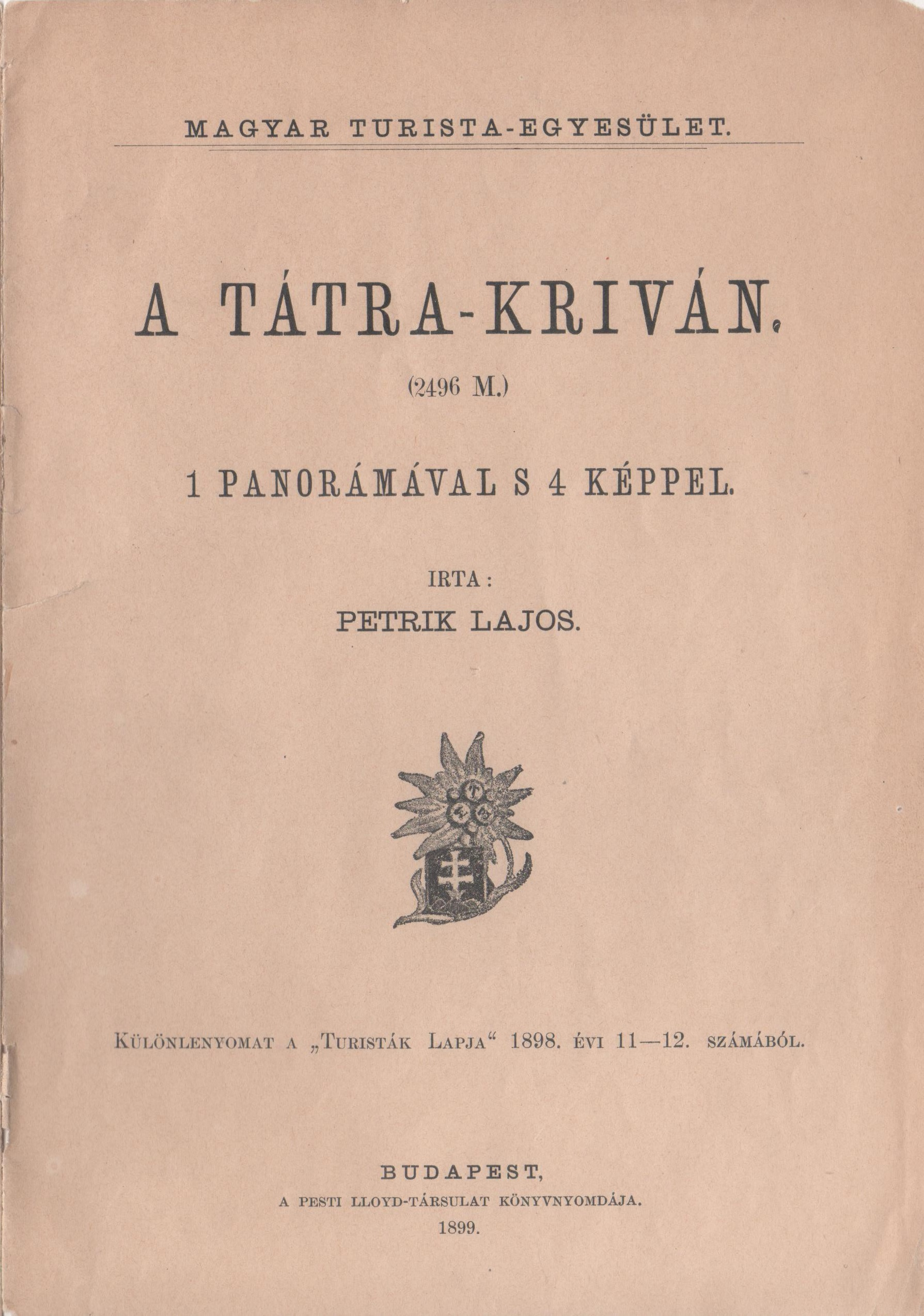
A Tátra-Kriván (Turisták Lapja, 1898. 11-12. szám)

- Karbunkulus-torony (1892. 1-2. szám)
- A Fehér-tavi-csúcs (1892. 5-6. szám)
- A Csorbai-csúcs (1893. 7-8. szám)
- A Nefcerka-völgy átjárói (1893. 3-4. szám és 1895. 10-12. szám)
- A Vadorzó-hágó (1894. 3-5. szám)
- A felkavölgyi menedékház felavatása (1895. 5-6. szám)
- Kilenc nap a Retyezát hegységben (1896. 3-6. szám)
- A köd (1896. 11-12. szám)
- A Tengerszem-csúcs (1897. 6-8. szám)
- A Tátra-Kriván (1898. 11-12. szám)
- A Jégár-nyomok az Öt-tó katlanában (1899. 1-4. szám)

## Emlékezete

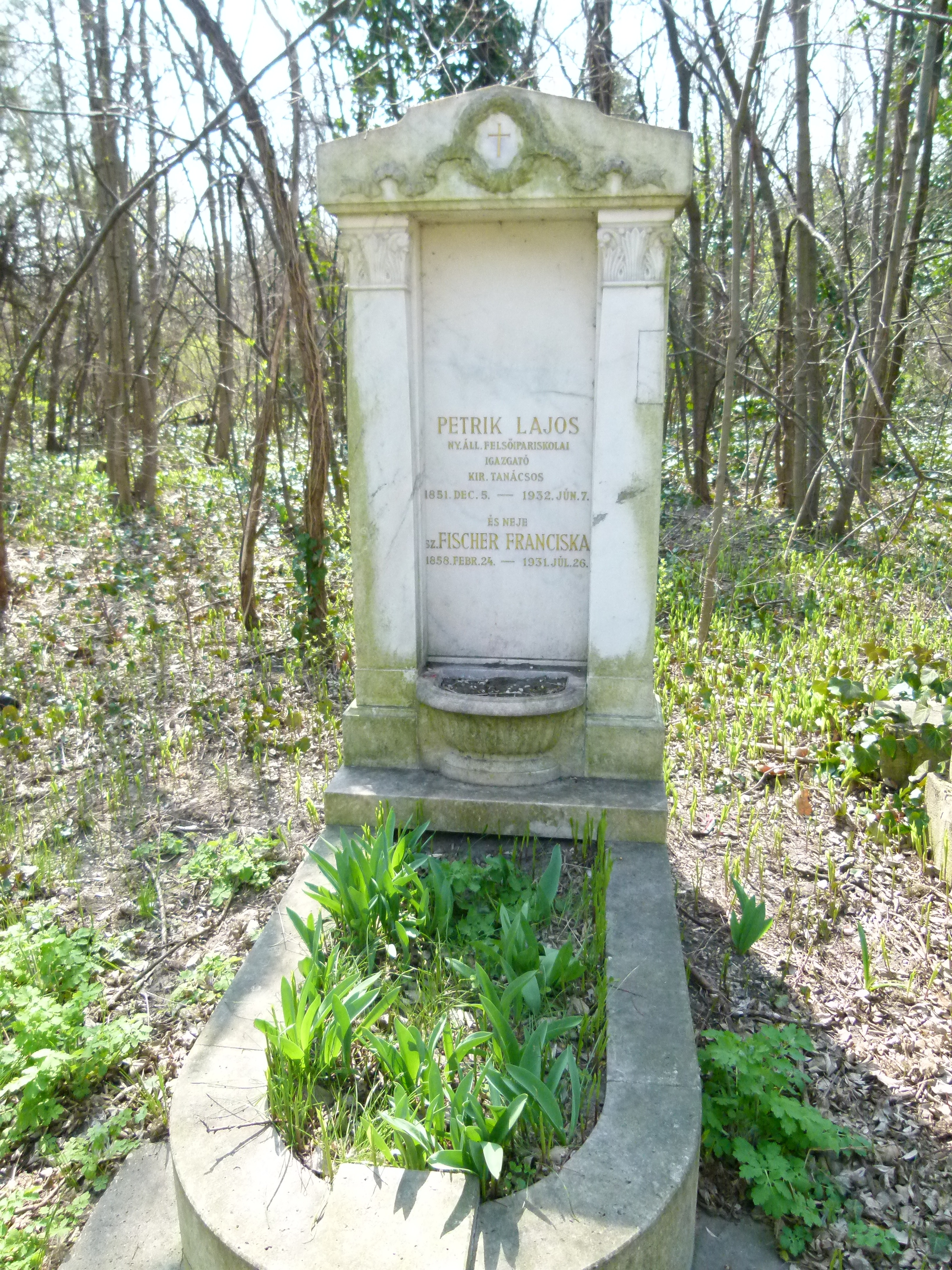
Sírja a Kerepesi temető 46. parcellájában

Petrik Lajos születésének 170., illetve halálának 90. évfordulója alkalmából a nevét 1954 óta viselő budapesti iskola (jelenlegi nevén a BMSZC Petrik Lajos Két Tanítási Nyelvű Technikum) újraalapította az emlékmúzeumot, illetve a 2021/2022. tanévet hivatalosan Petrik Lajos emlékévnek nyilvánította. Ennek keretében a Petrik Alapítvány támogatásával megjelent a Petrik emlékÉVkönyv című kiadvány, amelyben egy életrajzi tanulmány foglalja össze és mutatja be Petrik életművének sokszínű voltát.
- A Tátra egyik csúcsát róla nevezték el (ma Sokolia veža).[11]
- Sírja a Fiumei úti sírkertben található.